# Parvatrema borinquenae
Parvatrema borinquenae är en plattmaskart. Parvatrema borinquenae ingår i släktet Parvatrema och familjen Gymnophallidae. Inga underarter finns listade i Catalogue of Life.